# アントニオ・バルドゥッチ
アントニオ・バルドゥッチ（Antonio Balducci）は、1865年から1870年まで務めた、教皇領最後の死刑執行人である。ジョヴァンニ・バッティスタ・ブガッティが1865年に引退すると、ローマ教皇ピウス9世により後任の死刑執行人に任命された。
バルドゥッチはフランス式のギロチンによる死刑を執行した。教皇領での最後の死刑は、ジュゼッペ・モンティ（Giuseppe Monti）とガエターノ・トニェッティ（Gaetano Tognetti）の2人に対して、1868年11月24日にローマで執行された。
1870年のイタリア王国による教皇領の併合により、教皇領の死刑制度は国家ごと事実上消滅した。教皇領はのちにバチカン市国となり、死刑制度は1969年まで存在していたが、死刑が行われることはなかった。